# メルカリ
株式会社メルカリ（英語: Mercari, Inc.）は、東京都港区六本木に本社を置く日本の企業。フリマアプリ「メルカリ」を運営している。日経平均株価の構成銘柄の一つ。2013年に山田進太郎が株式会社コウゾウとして設立、同年中に株式会社メルカリに商号変更。
他に、地域コミュニティアプリ「アッテ」、本・CD・DVD専用のフリマアプリ「カウル」、ブランド品専門の「メルカリ メゾンズ」などのサービスを運営していた がすべて終了している。

## 沿革
- 2013年 （平成25年）
  - 2月1日 - 株式会社コウゾウ設立[8]。
  - 6月11日 - オフィス移転[9]。
  - 7月2日 - フリマアプリ「メルカリ」Android版配信・サービス開始[10]。
  - 7月23日 - フリマアプリ「メルカリ」iPhone版配信開始。
  - 8月28日 - ユナイテッドと資本業務提携。
  - 11月1日 - 株式会社メルカリに商号変更[11]。
- 2014年 （平成26年）
  - 3月3日 - オフィス移転[12]。
  - 3月31日 - 米国子会社を設立[13][14][15]。
  - 4月28日 - 宮城県仙台市にサポートセンターを開設[16]。
- 2015年 （平成27年）
  - 3月16日 - 現オフィスに移転[17]。
  - 9月17日 - 100%子会社、株式会社ソウゾウを設立[18]。
- 2016年 （平成28年）
  - 1月4日 - BASE株式会社に出資[19]。
  - 3月17日 - 子会社のソウゾウから新アプリ「メルカリ アッテ」提供開始[20]。
- 2017年 （平成29年）
  - 5月8日 - 子会社のソウゾウから新アプリ「メルカリ カウル」提供開始[21]。
  - 8月21日 - 子会社のソウゾウからブランド査定つきフリマアプリ「メルカリ メゾンズ」[22]。
  - 8月25日 - ヤフーと共同で、安全なEC（電子商取引）環境整備を目的にした「EC事業者協議会」を発足[23]。
  - 11月27日 - フリマアプリ「メルカリ」内にて子会社のソウゾウが運営する即時買取サービス「メルカリNOW」を開始[24]。
- 2018年 （平成30年）
  - 2月27日 - 子会社のソウゾウにて、シェアサイクルサービス「メルチャリ」を福岡市で開始[25][26]。
  - 4月25日 - 子会社のソウゾウから学びのフリマアプリ「teacha」提供開始[27]。
  - 5月31日 - 「メルカリ アッテ」サービス終了[28]。
  - 6月19日 - 東証マザーズ市場に上場[29]。
  - 8月20日 - 「メルカリNOW」を終了[6]。
  - 8月21日 - 「teacha」を終了[6]。
  - 8月31日 - 「メルカリ メゾンズ」を終了[6]。
  - 11月2日 - 「メルカリ カウル」を終了、アプリ「メルカリ」に一本化[30]。
- 2019年 （平成31年、令和元年）
  - 2月13日 - 子会社のメルペイが、非接触型決済サービス・メルペイを開始[31]。
  - 6月13日 - シェアサイクルサービス「メルチャリ」の事業から撤退、メルチャリ事業は新会社neuetが継承[32]。運営していた子会社のソウゾウは解散[33]。
  - 7月30日 - 日本製鉄が保有しているサッカーJリーグチーム「鹿島アントラーズ」の株式を取得、同年8月30日に子会社化すると発表した[34][35]。
- 2020年（令和2年）
  - 1月23日 - 子会社のメルペイが同業のQRコード決済サービスであるOrigami Payの運営会社Origamiを同年2月25日付で買収し、完全子会社化する事を発表[36]。
  - 2月4日 - NTTドコモと業務提携することを発表[37]。
- 2021年（令和3年）
  - 1月28日 - 100%子会社、株式会社ソウゾウを再設立[38]。
  - 4月28日 - 100%子会社、株式会社メルコインを設立[39]。
  - 10月7日 - 子会社のソウゾウが、「メルカリShops」を本格提供開始[40]。
  - 10月28日 - 子会社メルロジを設立[41]。
  - 12月16日 - パ・リーグ6球団およびパシフィックリーグマーケティングとメルカリが共同でNFT事業に参入[42]。
- 2022年（令和4年）
  - 6月7日 - 東証プライム市場に変更。同年4月に実施された東証市場再編以降で上場区分を変更するのは本企業が初めてとなった[43]。
  - 6月17日 - 資金決済に関する法律に基づく暗号資産交換業者としての登録を完了。これにより2023年度中に「メルカリ」の売上金等からビットコインを取引できる機能を提供できる予定になった[44]。
  - 10月31日 - 与信事業を強化するため、メルペイを通じてクレジットカード事業に参入[45]。
- 2025年（令和7年）1月29日 - ネットオークションサービス開始。

## サービス

### フリマアプリ「メルカリ」
メルカリ（英: mercari）とは、日本およびアメリカ合衆国にてサービスを提供しているフリマアプリである。2013年7月2日にAndroid版が、同年7月23日にiOS版が配信開始となった。「メルカリ」の名称は、ラテン語で「商いする」との意味の「mercari」に由来しており、「マーケット」の語もこの語が起源である。

#### 海外
2014年9月12日（現地時間）に、アメリカでサービスを開始。2024年8月28日、台湾でも「美露可利」のサービス名で提供を開始した。なお、イギリスでは、2017年3月15日（現地時間）にサービスを開始したが、2019年3月に終了、撤退した。

### メルペイ
メルカリの完全子会社である株式会社メルペイ が2019年2月13日に開始した非接触型決済サービス。
メルカリのスマートフォンアプリに併設され、メルカリの売上金を支払いに充てられるほか、銀行からの入金にも対応している。支払い方法は、当初Felica経由のiDのみであったが、2019年3月からはQRコード決済にも対応した。ちなみに、au契約のAndroid端末でiDによる決済が利用できるのはメルペイが初である。
2020年1月23日、メルペイが同年2月25日付で同業のQRコード決済サービスであるOrigami Payの運営会社Origamiの全株式を取得し、メルカリグループに参画することを発表した。今後、一定の周知期間を経たうえでOrigami Payのサービスやブランドをメルペイに統合させる予定で調整している。また、今までOrigamiが業務提携してきた信金中央金庫や各信用金庫との関係を継続するためにメルカリとメルペイが信金中央金庫との業務提携を締結することも合わせて発表した。
2022年11月8日には、JCBとの提携で、メルカリの利用状況を踏まえた与信、メルカリ売上金による支払いなどの機能を備えたクレジットカードである「メルカード」の発行を開始した。

### メルカリShops
メルカリの完全子会社であるソウゾウが2021年7月28日にプレオープン として開始した事業者向けのECサービス。本格提供は、2021年10月7日。
メルカリは、メルカリShopsローンチ前までは、あくまで個人向けのサービスであったが、メルカリShopsのローンチにより、事業者の出品も公式に可能となった。
購入者は、これまでのフリマアプリ「メルカリ」と同様に、メルカリアプリ上から事業者と商品が購入可能となっている。

### メルカリ ハロ
2024年3月6日より、スキマバイトサービス「メルカリ ハロ」の提供を開始した。
18歳以上、メルカリでの本人確認、銀行口座登録が完了しているユーザーが利用可能である。

### メルカリモバイル
2025年3月4日より、仮想移動体通信事業者（MVNO）としてモバイルサービス「メルカリモバイル」の提供を開始した。主な特徴として、日本初となるメルカリアプリ内にてギガの売り買いを行えることが挙げられる。回線キャリアはNTTドコモ。料金プランは月額990円で2GBもしくは月額2390円で20GB。

### メルカリオークション
2025年1月29日より、サービスの提供を開始。オークション期間は最初に入札された日の翌日20時台まで。つまり、例えば2025年1月29日19:59に入札者が現れた場合、終了日時は翌1月30日20:59ということになる。落札者は24時間以内に購入手続を済ませなければならない。終了までの時間が5分未満の時に入札が行われると終了日時が5分間延長される機能や出品者による早期終了機能があり、これらの機能はYahoo!オークションと同様。Yahoo!オークションの場合は初回入札者が幾ら高額で入札してもそれ以上の価格での入札者が現れない限り表示金額からの入札・購入が可能であるが、メルカリオークションでは出品開始時の金額より上の額でなければ入札できない仕様となっている。つまり、例えば5000円で出品されている商品の場合、現在価格が5000円と表示されていて且つ入札者が居ない状態であっても入札者は5000円で入札することは出来ず、5100円以上でしか入札できない仕様になっているため、出品開始額での購入が不可能となっている。

## トラブル

### 無在庫販売
手元にない商品の出品（無在庫販売）やECサイト等から直送することは利用規約で禁止されているが、そのような出品が横行している。

### 盗品の出品
盗品の出品を確認した利用者がメルカリ運営会社に問い合わせても対応が不十分だったため、被害者が警察に被害届を提出した例がある。
2019年9月ごろ、タイキシャトル、ローズキングダム、ウイニングチケット、ビワハヤヒデなど競走馬のたてがみが出品されていたことが発覚した。メルカリ広報は「馬のたてがみは禁止出品物に該当しないが、今回削除の対応をした。不正な入手経路の可能性など、さまざまな要素を総合的に判断して対応している」とコメントした。犯人は2020年3月に器物損壊容疑で逮捕された。

### 権利トラブル
商標権侵害や著作権侵害の商品が出品されていることがある。2015年5月にメルカリを利用してブランド品の偽物を販売した人物が逮捕された。2015年5月にイラストやキャラクターを無断使用して製作したアクセサリー（「非公式グッズ」）が販売されていたことが注目を集めた。著作権や商標権の使用許諾を得ずに製作された物品は、たとえ個人の製作物（ハンドメイド）であっても第三者に販売する行為は違法となる。芸能人のファンが製作したカッティングシートやポスターなどの販売は違法となる可能性が高く、その人物の写真を使用している場合には肖像権の侵害となる可能性もある。

### 現金の出品
希少価値がある紙幣・貨幣でもないにもかかわらず、「現金2万円が2万7,000円（送料込み）」「現金1万円が1万3,500円（着払い）」など、現金を額面以上の金額で出品して落札される事例が相次いだ。クレジットカード現金化の手段として用いられている可能性が指摘され、規約で禁止している資金洗浄につながるとして、2017年4月22日より現金の出品が禁止された。2017年11月16日、千葉県警察と秋田県警察は、メルカリで現金を額面以上の金額で売買した男女を「法定利率の上限を超える利息を受け取った」として、出資の受入れ、預り金及び金利等の取締りに関する法律（出資法）違反の疑いで逮捕した。

#### 高額チャージ済みIC乗車券の出品
現金の出品が禁止されると、今度は限度額いっぱいに金額をチャージしたSuicaやICOCAなどのIC乗車券（電子マネー）の出品が行われるようになった。

#### 領収書の出品
脱税などに利用される恐れのある領収書の出品が相次いでいた。

#### プリペイドカードの出品
QUOカードや図書カード、テレホンカードなどといった残高のあるプリペイドカード類もクレジットカード現金化や不正行為に利用されてしまう恐れがあることから一部規制していたが、2021年12月24日から出品量や取引内容を問わず、一律で出品を禁止した。

### 「妊娠菌」付着の商品
不妊に悩む女性をターゲットに、2014年ごろから妊娠しやすくなるとする「妊娠菌つき」の商品・食品や「妊婦が使っていた」ものなど、感染呪術的な商品が出品されていた。

### ゲームアカウントの出品
メルカリは元々ゲームデータの出品を禁止していたが、2016年7月に、利用規約の一部であるガイド内での「・実体のない商品（サービスや無形商品、ゲームのアイテム・アカウントなど）」から「・物品ではないもの（情報、サービスの提供等）」に変更し、ゲームアカウントの売買を解禁した。

### コンピューターウイルス入手法の出品
2017年3月12日から13日、大阪府の男子中学生が、メルカリに「コンピューターウイルスの入手法」を出品し、ウイルスをダウンロードできるサイトのURLを教えた代価としてポイントを受け取っていた。奈良県警察本部が同年9月4日に、男子中学生を児童相談所に通告（犯罪を問える年齢ではなかったために刑事事件としては立件されなかった）、この中学生から情報を得た少年4人を書類送検とした。

### 高額転売に対する注意喚起
2020年1月ごろから世界規模での新型コロナウイルスの感染拡大によるマスクの品薄に伴い、通常価格を大きく上回るマスクの高額転売が相次いでいた。これに関して、メルカリは同年2月4日に公式サイトにて適切な範囲での出品や購入をユーザーに呼びかけるとともに取引状況によっては入手経路の確認や商品の削除・利用制限などを行う可能性があることを警告した。しかし、その後も高額出品や転売が続き、消費者庁がメルカリなどのフリマアプリ運営会社に対応を要請したが、メルカリでは転売自体は法律違反ではないとして、定価の数倍の値付けをしてマスクを出品する行為は禁止しておらず、一部の高額商品を除いて放任状態となっている。

#### 出品禁止対象品の追加
新型コロナウイルスの流行により、マスクやアルコール消毒液やハンドソープが品薄になった。それを転売する事例が多発した。2020年3月以降、マスク（ハンドメイド品を含む）やアルコール消毒液は出品禁止対象品になった。同年5月25日以降はハンドソープも出品禁止対象品になり、規制開始前に出品したものも対象となった。2021年9月2日からは酸素缶や血中酸素飽和度測定器（パルスオキシメーター）、酸素濃縮器、犬猫療法食も出品禁止となった。なお、市場での供給が安定して来たことから、2022年5月に消毒液とハンドソープ、同年8月にマスク、2023年5月に医療用マスクとPCR検査キット の出品規制がそれぞれ解除となった。

#### ビールメーカーとの連携協定
新型コロナウイルスの影響による巣ごもり需要により、品薄となっている一部のビールにおいて、高額での転売が散見される事例も相次いでおり、2021年9月にはメルカリとアサヒビールが転売防止の連携協定を締結し、サイト上などで価格が急騰している旨の注意喚起を表示することになった。なお、ビールなどの酒類を販売する際は酒税法に基づく酒類販売業の免許が必要であり、継続的に酒類を出品する行為は違反になる可能性もあるとして、国税当局が情報収集を始めているという報道も同月になされている。

### 国勢調査の手提げ袋の出品
高市早苗総務大臣は2020年9月15日の会見で、前日から調査票の配布が始まった第21回国勢調査で調査員が使用する手提げ袋が出品されていたことを明らかにした。手提げ袋は本来調査終了後に返却する必要があり、詐欺などに悪用される恐れがあることから総務省はメルカリにこの商品の取り下げを行うよう要請し、メルカリはこれに応じて商品が不適切であるとして削除した。

### 東京オリンピック・パラリンピックボランティア用ユニフォームの出品
2021年7月から開催される予定の東京オリンピック・パラリンピックのボランティア用ユニフォームや都市ボランティア用ユニフォームが出品されていることが同月に報じられた。ボランティア用ユニフォームは転売や譲渡を禁じており、犯罪に悪用される恐れもあるため、東京都は同月6日に出品があれば削除するようにメルカリに要請。それらを受けてメルカリはユニフォームやアクレディテーションカードなどといったボランティア・スタッフ用物品の出品を同月17日から一律で禁止することを同月16日に告知した。

### 自民党総裁選投票用紙の出品
2021年9月29日に投開票された自由民主党総裁選挙の投票用紙とみられるものが出品されていたことが明らかとなり、メルカリは「当該商品につきましては禁止行為に該当致します」として当該商品を削除する対応を行った。この件について自由民主党本部総裁選挙管理委員会は「メルカリ事務局に対し、商品として不適切な可能性がある旨を報告し、すでに削除されております。投票用紙の作成にあたっては偽造防止などの措置を講じております」とコメントしている。

### 軽石の出品
2021年8月の東京都小笠原諸島の海底火山噴火により、沖縄県内に漂着した軽石がメルカリに出品される事例が相次ぎ、中には売買が成立したケースもあった。しかし、メルカリは「軽石の成分についてわかっておらず安全性が不明である」として、同年11月8日から噴火の影響で同諸島から漂着したとみられる軽石の出品を一律で禁止することを同月5日に告知した。

### 不審メール対策
2021年12月27日、メルカリ、メルペイを装った不審メールが急増しているため注意喚起をするとともに、不正被害にあった客の機能を制限し、本人確認書類の提出を求める場合があるとした。

### デジタルコンテンツの出品
電子チケットや電子クーポンなどのデジタルコンテンツについて、取引成立後にダウンロード出来なくなったり、利用不可能になるトラブルが発生したとして、2022年6月10日からこれらの出品を一律禁止にすることを同月3日に発表した。

### SIMカードの出品
2022年7月26日、メルカリはSIMカードの出品を契約状態や種類を問わず、一律で同年8月1日から禁止にすることを発表した。契約したSIMカードを携帯電話会社の許可無く、他者に売却する行為は携帯電話不正利用防止法に抵触する恐れがあるため、トラブルに繋がる可能性があると判断したと推測されている。

### 返品詐欺による被害とそれに対する運営側の対応
2024年11月頃、アプリ利用者であるとある女性が、新品・未開封のプラモデルを本サービスにて出品したところ、その購入者から「パーツ破損のため返品したい」との連絡があったため、女性が相手側の送料負担を条件にそれに応じた。すると約束と違い、着払いにて返品され、さらには出品したものとは全く異なる箱で届き、かつ中にはプラモデルのパーツを切り取って残った不要部分含むゴミが入れられていた。出品したものとは全く異なるものを送り返す、いわゆる返品詐欺（すり替え詐欺）の被害を受けたこととなる。
その後この事態を運営元であるメルカリ事務局へ問い合わせを行うも、「購入者から発送した商品に誤りはないとの回答」「本取引はサポート継続が困難と判断し、キャンセルを実施」という返答を返され、事務局側からサポートを終了されたため、被害女性は警察へ被害届を提出する対応を取った。また、その後にも女性は詳細な情報を事務局側へ連絡し続けたが、定型文と取れるような返答がされたのち応答がなくなった。
このことに怒りを覚えた被害女性がSNSのXにて投稿を行うと、瞬く間に投稿が広がり波紋を呼んだ。すると女性のもとにメルカリのSNS担当から「再度経緯の見直しおよび補償をする」とのダイレクトメッセージが届いた。SNSでの批判を受け手のひらを返した形となり、女性は「不信感を感じる」としている。
またこのSNSの投稿により、同様の被害・事務局の対応に遭遇したという声が多く挙がるという事態にもなった。
このことに関しメルカリは報道各社に対し「個別の出品物に対する受け止めや対応方針等については、本件に関わらずコメントは差し控えさせていただいております」とコメントをしている。
その後メルカリはこの事態を受け、ユーザーサポート体制の強化を行うこととなり、新たに「商品回収センター」を設けるなどをした。このセンターは、返品された商品に問題があった場合に、「本当に出品した商品か」「すり替え品や模倣品か」を確認し、不正を確認すれば、メルカリが出品者に被害額を補償するというものである。

## 不祥事

### 顧客情報の流出
2017年6月22日、ウェブ版でサーバーの切り替えをした際に、メルカリを利用している顧客5万4,180名の個人情報が外部から閲覧できる状態となっていた。問題が起こったのは9時41分、14時41分にユーザーからの問い合わせで事態が発覚し、15時16分にサービスをメンテナンスモードに切り替え、38分にキャッシュサーバーへのアクセスを遮断、問題は解消した。流出した可能性がある情報は、氏名・住所・メールアドレス・電話番号・銀行口座情報またはクレジットカードの下4けたなど。直接的に個人を特定できる情報（住所・氏名・メールアドレス）が公開されていたのは、うち2万9,396名。

## テレビ番組
- 日経スペシャル カンブリア宮殿 次世代ビジネスの挑戦者たち（2） 日本発「メルカリ」徹底解剖！（2020年1月16日、テレビ東京）[112]
- 新プロジェクトX〜挑戦者たち〜　日本発!革命アプリ世界へ 〜巨大フリーマーケット誕生〜（初回放送日：2024年9月7日、NHK）[113]

## グループ会社
- メルペイ - iDやQRコード決済等、非接触決済サービス「メルペイ」を運営。
- Mercari. inc - US版フリマアプリメルカリを運営。
- 鹿島アントラーズ・エフ・シー - Jリーグクラブ鹿島アントラーズを運営。
- ソウゾウ - 事業者向けECサービス「メルカリShops」を運営。
- メルコイン - 暗号資産事業